# 扎雪乡
扎雪乡（藏語：རྩ་ཞོལ་）是中国西藏自治区拉萨市墨竹工卡县下辖的一个乡。扎雪村有藏傳佛教直貢噶舉派扎雪寺。

## 行政区划
扎雪乡下辖：扎雪村、其朗村、格老窝村、米洛村、塔杰村、龙珠岗村。